# Ли Ён Док Магдалина
Ли Ён Док Магдалина или Магдалина Ли (кор. 이영덕 막달레나, 1811 г., Сеул, Корея — 29.12.1839 г., Сеул, Корея) — святая Римско-Католической Церкви, мученица.

## Биография
Магдалина Ли родилась в Сеуле в 1811 году в обедневшей аристократической семье. Под влиянием своей бабушки, также как и её мать Варвара Чо и младшая сестра Мария Ли, она приняла христианство. Когда ей было двадцать лет её неверующий отец хотел выдать Магдалину Ли замуж за некатолика. она, сославшись на серьёзную болезнь, избежала замужества.
Магдалина Ли была арестована летом 1839 года и подвергнута пыткам с целью добиться от неё отречения от христианства. Магдалина Ли была казнена через обезглавливание в Сеуле 29 декабря 1839 года вместе с Магдалиной Хан, Петром Чве, Елизаветой Чон, Варварой Ко, Варварой Чо и Бенедиктой Хён.
Мать Магдалины Ли позднее умерла в тюрьме, а младшая сестра Ли Ин Док Мария была казнена 31 января 1840 года.

## Прославление
Магдалена Ли была беатифицирована 5 июля 1925 года Римским Папой Пием XI и канонизирована 6 мая 1984 года Римским Папой Иоанном Павлом II вместе с группой 103 корейских мучеников.
День памяти в Католической Церкви — 20 сентября.

## Источник
- Catholic Bishops’ Conference of Korea Newsletter No. 71 (Summer 2010) (англ.)